# Brutal Youth
Albums de Elvis Costello
2½ Years
(1993) The Very Best of Elvis Costello and The Attractions 1977-86
(1994)
Brutal Youth (1994) est un album d'Elvis Costello. C'est le premier album enregistré avec The Attractions depuis Blood and Chocolate (1986). Les albums enregistrés entretemps le furent avec des musiciens de studio.
C'est l'un des 6 albums de Costello à avoir été inclus dans le livre Les 1001 albums qu'il faut avoir écoutés dans sa vie.

## Liste des pistes

### Album d'origine
| No  | Titre                     | Auteur          | Durée |
| --- | ------------------------- | --------------- | ----- |
| 1.  | Pony St                   | Declan MacManus | 3:25  |
| 2.  | Kinder Murder             | MacManus        | 3:25  |
| 3.  | 13 Steps Lead Down        | MacManus        | 3:16  |
| 4.  | This Is Hell              | MacManus        | 4:27  |
| 5.  | Clown Strike              | MacManus        | 4:05  |
| 6.  | You Tripped at Every Step | MacManus        | 4:12  |
| 7.  | Still Too Soon to Know    | MacManus        | 2:19  |
| 8.  | 20% Amnesia               | MacManus        | 3:26  |
| 9.  | Sulky Girl                | MacManus        | 5:07  |
| 10. | London's Brilliant Parade | Elvis Costello  | 4:23  |
| 11. | My Science Fiction Twin   | MacManus        | 4:10  |
| 12. | Rocking Horse Road        | MacManus        | 4:03  |
| 13. | Just About Glad           | MacManus        | 3:14  |
| 14. | All the Rage              | Costello        | 3:52  |
| 15. | Favourite Hour            | MacManus        | 3:31  |

### Pistes supplémentaires (réédition Rhino Records de 2002)
| No  | Titre                               | Auteur                         | Durée |
| --- | ----------------------------------- | ------------------------------ | ----- |
| 16. | This Is Hell                        |                                | 4:10  |
| 17. | Idiophone                           |                                | 1:58  |
| 18. | Abandon Words                       |                                | 2:55  |
| 19. | Poisoned Letter                     |                                | 3:48  |
| 20. | A Drunken Man's Praise of Sobriety  | MacManus, William Butler Yeats | 1:08  |
| 21. | Pony St. (Version)                  |                                | 3:36  |
| 22. | Just About Glad (Demo Version)      |                                | 3:41  |
| 23. | Clown Strike (Version)              |                                | 4:19  |
| 24. | Rocking Horse Road (Demo Version)   |                                | 3:18  |
| 25. | 13 Steps Lead Down (Demo Version)   |                                | 2:07  |
| 26. | All the Rage (Demo Version)         |                                | 3:38  |
| 27. | Sulky Girl (Demo Version)           |                                | 4:31  |
| 28. | You Tripped at Every Step (Version) |                                | 3:25  |

- Cette réédition place l'album original et l'intégralité des pistes bonus sur deux disques séparés.

## Personnel
- Elvis Costello - Chant ; guitare ; guitare basse ; piano
- Steve Nieve - Claviers
- Bruce Thomas - Guitare basse
- Pete Thomas - Batterie ; percussions
- Nick Lowe - Guitare basse